# Chinampa de Gorostiza
Chinampa de Gorostiza är en ort i Mexiko.   Den ligger i kommunen Chinampa de Gorostiza och delstaten Veracruz, i den sydöstra delen av landet, 260 km nordost om huvudstaden Mexico City. Chinampa de Gorostiza ligger 106 meter över havet och antalet invånare är 5 317.
Terrängen runt Chinampa de Gorostiza är platt åt nordost, men åt sydväst är den kuperad. Runt Chinampa de Gorostiza är det ganska tätbefolkat, med 179 invånare per kvadratkilometer. Närmaste större samhälle är Naranjos, 5,1 km öster om Chinampa de Gorostiza. Trakten runt Chinampa de Gorostiza består till största delen av jordbruksmark.